# Kerrygold International Classic
O Kerrygold International Classic foi um torneio masculino de golfe no PGA European Tour, que foi disputado entre os anos de 1975 e 1977. Decorreu no Waterville Golf Links, no Anel de Kerry, no condado de Kerry, Irlanda.

## Campeões
| Ano  | Campeão      | País           | Pontuação | Par | Margem    | Vice-campeão  |
| ---- | ------------ | -------------- | --------- | --- | --------- | ------------- |
| 1977 | Liam Higgins | Irlanda        | 287       | −1  | 2 tacadas | Martin Foster |
| 1976 | Tony Jacklin | Inglaterra     | 290       | +2  | 1 tacada  | Eddie Polland |
| 1975 | George Burns | Estados Unidos | 294       | +6  | Playoff   | John Fowler   |